# Gurihiru
Gurihiru (グリヒル?) es un dúo artístico de historietistas japonesas, formado por Chifuyu Sasaki y Naoko Kawano, que trabaja para el mercado estadounidense.

## Trayectoria
El dúo está formado por Chifuyu Sasaki y Naoko Kawano, dos mujeres originarias de Sapporo y residentes en Saitama. Ambas trabajan de forma conjunta en el diseño de personajes y en los fondos; Sasaki se encarga del dibujo y entintado, mientras que Kawano es colorista. En un primer momento se adentraron en el manga, pero un editor japonés les sugirió presentar porfolios a las editoriales estadounidenses porque su estilo de dibujo se ajustaba mejor al mercado occidental.
En 2004 fueron descubiertas por el editor C. B. Cebulski y comenzaron a publicar series limitadas de los superhéroes de Marvel Comics. La más conocida de esa etapa fue la reedición del supergrupo Power Pack (2005-2010), guionizada por Marc Sumerak y orientada al público infantil. En 2012 la editorial Dark Horse las contrató para asumir el dibujo de la serie oficial de cómics de Avatar: la leyenda de Aang, guionizada por Gene Luen Yang, en la que llegaron a publicar cinco trilogías hasta 2017. Posteriormente volvieron a Marvel para ocuparse de dos nuevas series de amerimanga: La increíble Gwenpool (2016-2018) y La imparable Avispa (2018-2019).
En 2019 publicaron para DC Comics la serie limitada Superman contra el Klan, de nuevo guionizada por Gene Luen Yang, que está basada en el serial radiofónico El clan de la Cruz Ígnea. En esta historia, ambientada en 1946, Superman enfrenta tanto la xenofobia del Ku Klux Klan como la aceptación de sus orígenes alienígenas a través de dos jóvenes sinoestadounidenses que se han mudado con su familia a los suburbios. Superman contra el Klan fue galardonada con el Premio Harvey en 2020 a la «mejor obra infantil-juvenil» y con dos Premios Eisner en 2021 por las categorías de «mejor publicación infantil» y «mejor adaptación desde otro medio».
El dúo ha continuado dibujando series de Marvel Comics como It's Jeff! (2021), basada en el secundario Jeff el Tiburón y nominada al Premio Eisner en 2022 por la categoría de «mejor cómic digital», y Thor & Loki: Double Trouble (2021). 
En 2022 anunciaron la publicación del manga Unico: Awakening, basado en la serie de Osamu Tezuka. Después de conseguir financiación a través de Kickstarter en un solo día, en 2023 llegaron a un acuerdo con Scholastic Corporation para editarla en cuatro volúmenes. Por otra parte, el dúo hizo también el diseño de personajes del videojuego Foamstars.